# Claremont (Californië)
Claremont is een plaats (city) in de Amerikaanse staat Californië, en valt bestuurlijk gezien onder Los Angeles County. In Claremont bevindt zich de Rancho Santa Ana Botanic Garden, een botanische tuin.

## Demografie
Bij de volkstelling in 2000 werd het aantal inwoners vastgesteld op 33.998.
In 2006 is het aantal inwoners door het United States Census Bureau geschat op 35.103, een stijging van 1105 (3.3%).

## Geografie
Volgens het United States Census Bureau beslaat de plaats een oppervlakte van
34,7 km², waarvan 34,0 km² land en 0,7 km² water.

## Plaatsen in de nabije omgeving
De onderstaande figuur toont nabijgelegen plaatsen in een straal van 16 km rond Claremont.

## Geboren
- Tony Beltran (1987), voetballer